# Tithoes confinis
Tithoes confinis là một loài bọ cánh cứng trong họ Cerambycidae. Chúng có thể được tìm thấy ở Djibouti, Ethiopia, Kenya, Malawi, Mozambique, Somalia, Nam Phi, Tanzania, Uganda, Zambia và Zimbabwe.